# Escuela arquitectónica de Rascia

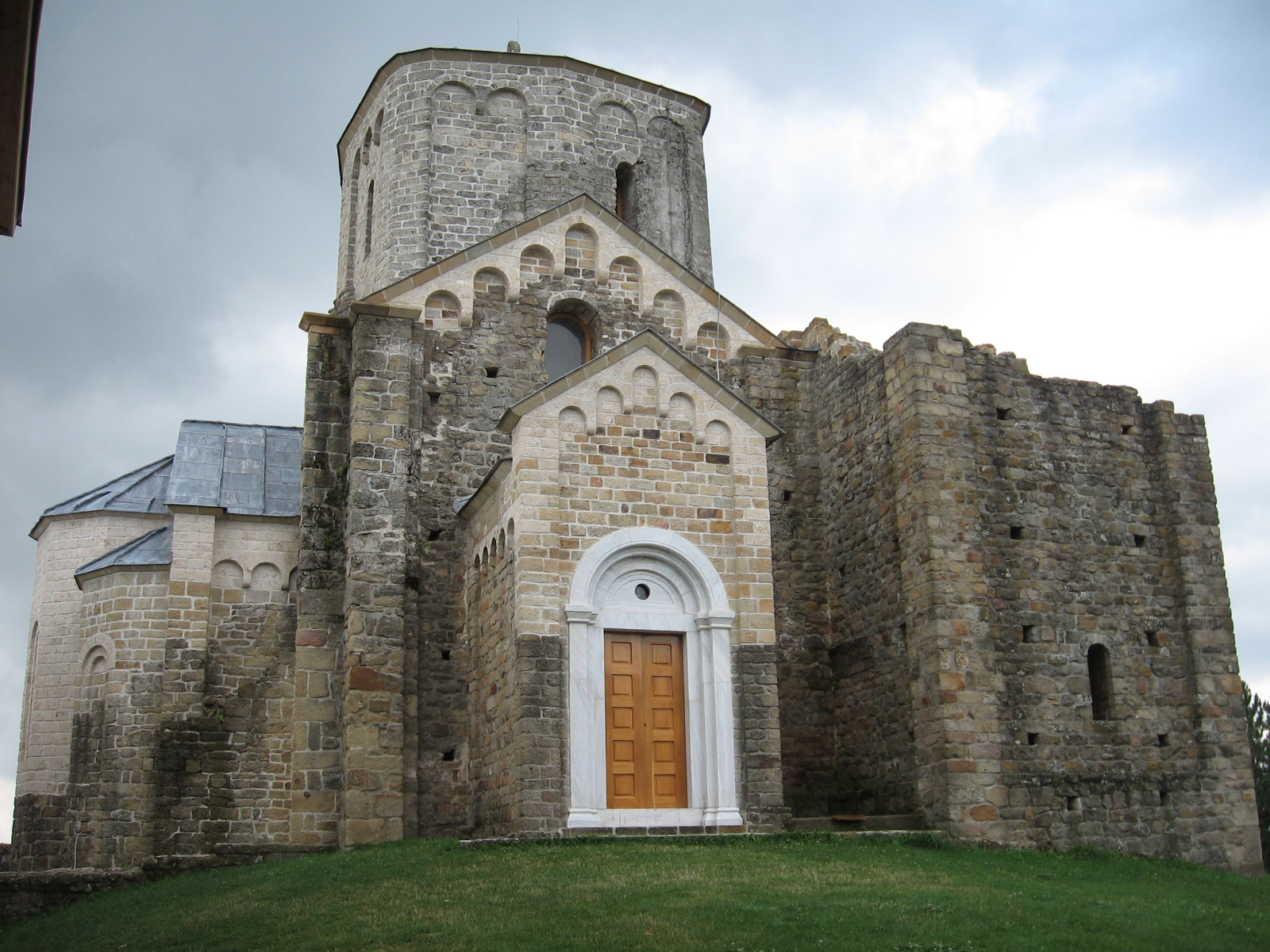
Monasterio de Đurđevi Stupovi

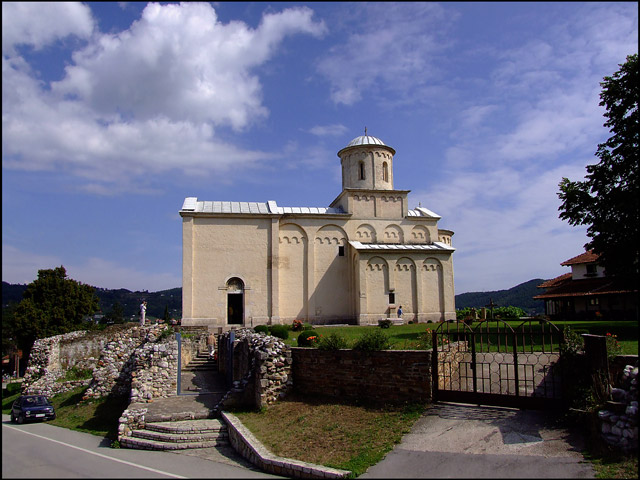
Iglesia de San Achillius de Arilje

La escuela arquitectónica de Rascia (o de Raška o rasciana) (en serbio: Рашка школа архитeктуре, Raški stil), también conocida como estilo Raška (Рашки стил, Raški stil), o simplemente como la escuela Raška, es un estilo arquitectónico eclesial que floreció en Serbia en la Alta Edad Media  (ca. 1170-1300), durante el reinado de la dinastía Nemanjić. Más allá de ese período, siguió influyendo en la arquitectura serbia y especialmente en la arquitectura neobizantina serbia del siglo XIX. Debe su nombre a la región serbia medieval de Raška (Rascia).
Varios de los monasterios e iglesias realizados en este estilo se enumeran en la Lista del Patrimonio de la Humanidad en Serbia (UNESCO). 

## Historia
Una de las primeras manifestaciones del estilo rasciano se puede encontrar en el monasterio de Đurđevi Stupovi,, fundado alrededor de 1170 por Stefan Nemanja, y una de las últimas es ilustrado por la Iglesia de San Aquilles de Arilje, fundada por el rey Stefan Dragutin al final del siglo XIII. Ambos edificios se enumeran hoy en la lista de monumentos de importancia excepcional de Serbia.

## Arquitectura y pintura
El estilo rasciano se caracteriza por las edificaciones eclesiales y monacales de una sola nave rematadas por una cúpula. El lado occidental de la iglesia está generalmente dotado de un nártex, mientras que en el oriental se encuentra un coro y, en el sur y el norte, se desarrolla un transepto con varias capillas. El exterior es el característico de la arquitectura románica, lo que revela una relación directa con los artesanos de la costa oriental del mar Adriático, especialmente con los de Kotor y de Dubrovnik; en esa época esa región estaba bajo el control de los Nemanjić.
Este período arquitectónico coincide con la Edad de Oro de la pintura serbia, que se inauguró con frescos de Djurdjevi Stupovi realizados hacia 1175, que se encuentra en el monasterio de Gradac, alrededor de 1275 y que alcanzó su apogeo en el monasterio de Sopoćani
Al estilo rasciano le sucedió el estilo serbo-bizantina, también conocida como «escuela de Vardar» que se desarrolló a raíz del renacimiento paléologo.

## Realizaciones
Entre los logros más importantes de la escuela rasciana destacan:
- Monasterio de San Jorge Tracts (Đurđevi stupovi), construido por el gran príncipe Stefan Nemanja (r. 1166–1196)
- Monasterio de Studenica, construido por Stefan Nemanja ( Patrimonio de la Humanidad     (1986))
- Monasterio de Hilandar, construido por Stefan Nemanja.
- Monasterio de Žiča, construido por el rey Stefan I Nemanjić (r. 1196–1228)
- Monasterio de Sopochani, construido por el rey Stefan Uroš el Grande ( Patrimonio de la Humanidad (con el nombre de «Stari Ras y Sopoćani»)    (1979))
- Monasterio de Gradac, construido por la reina  Helena de Anjou (r. 1245–1276)
- Iglesia de San Achillius, construida por el rey Stefan Dragutin (r. 1276–1282)
- Monasterio de Visoki Dechani, construido por el rey Stefan Uroš III (r. 1322–1331) ( Patrimonio de la Humanidad (con el nombre de «Monumentos medievales en Kosovo»)    (2004 y 2006))
- Monasterio de Morača, construido por Stefan Vukanović en 1252

Monasterios de la escuela de Rascia
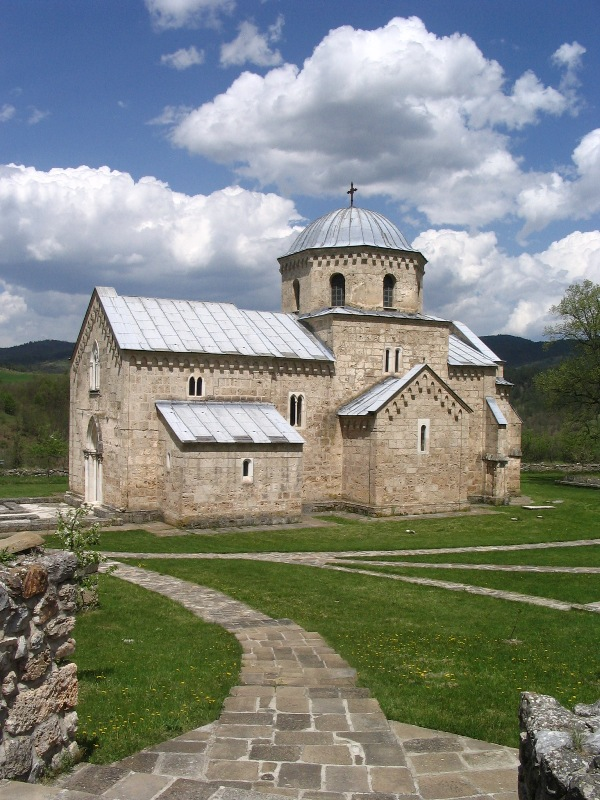
Monasterio de Gradac
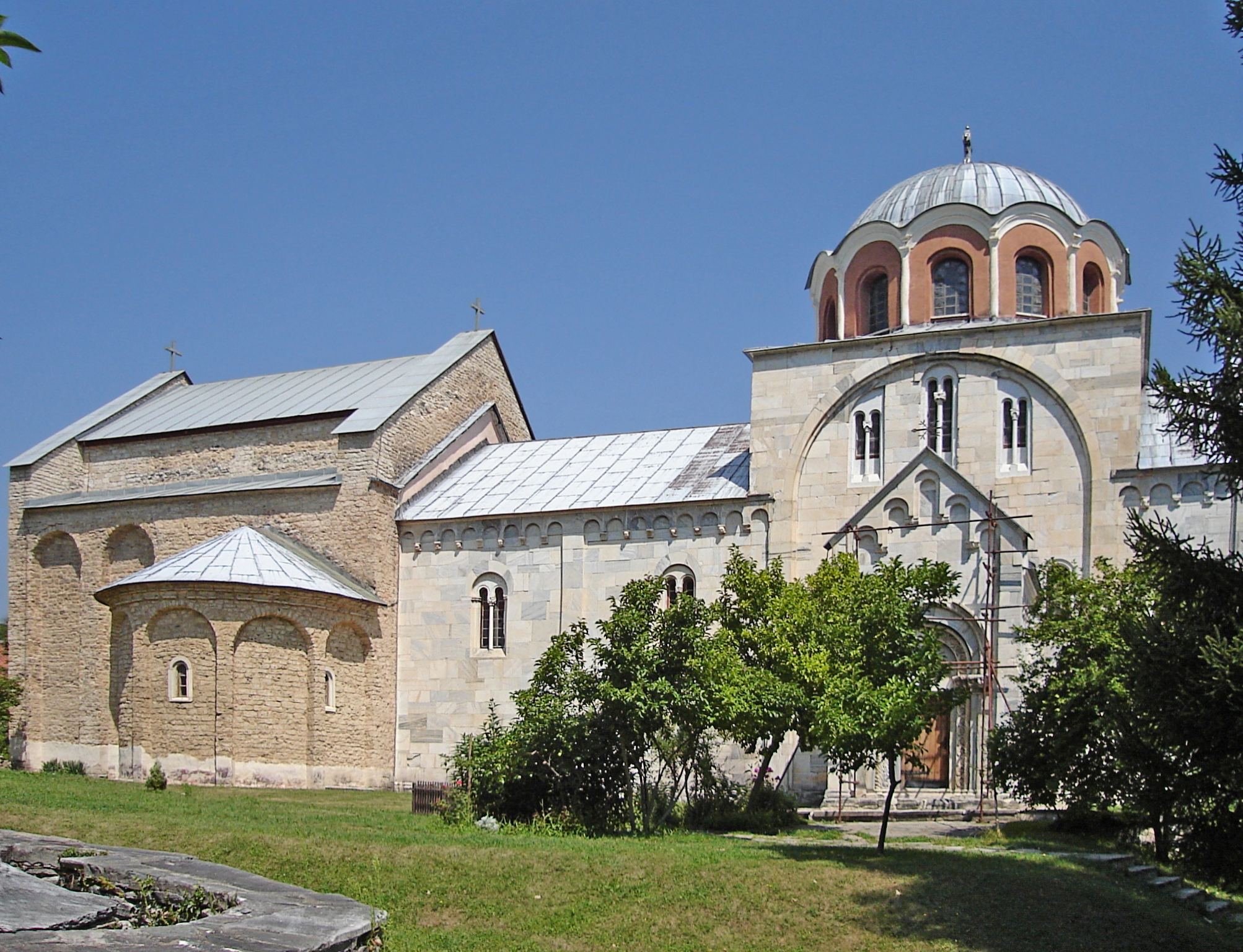
Monasterio de Studenica
Monasterio de Hilandar
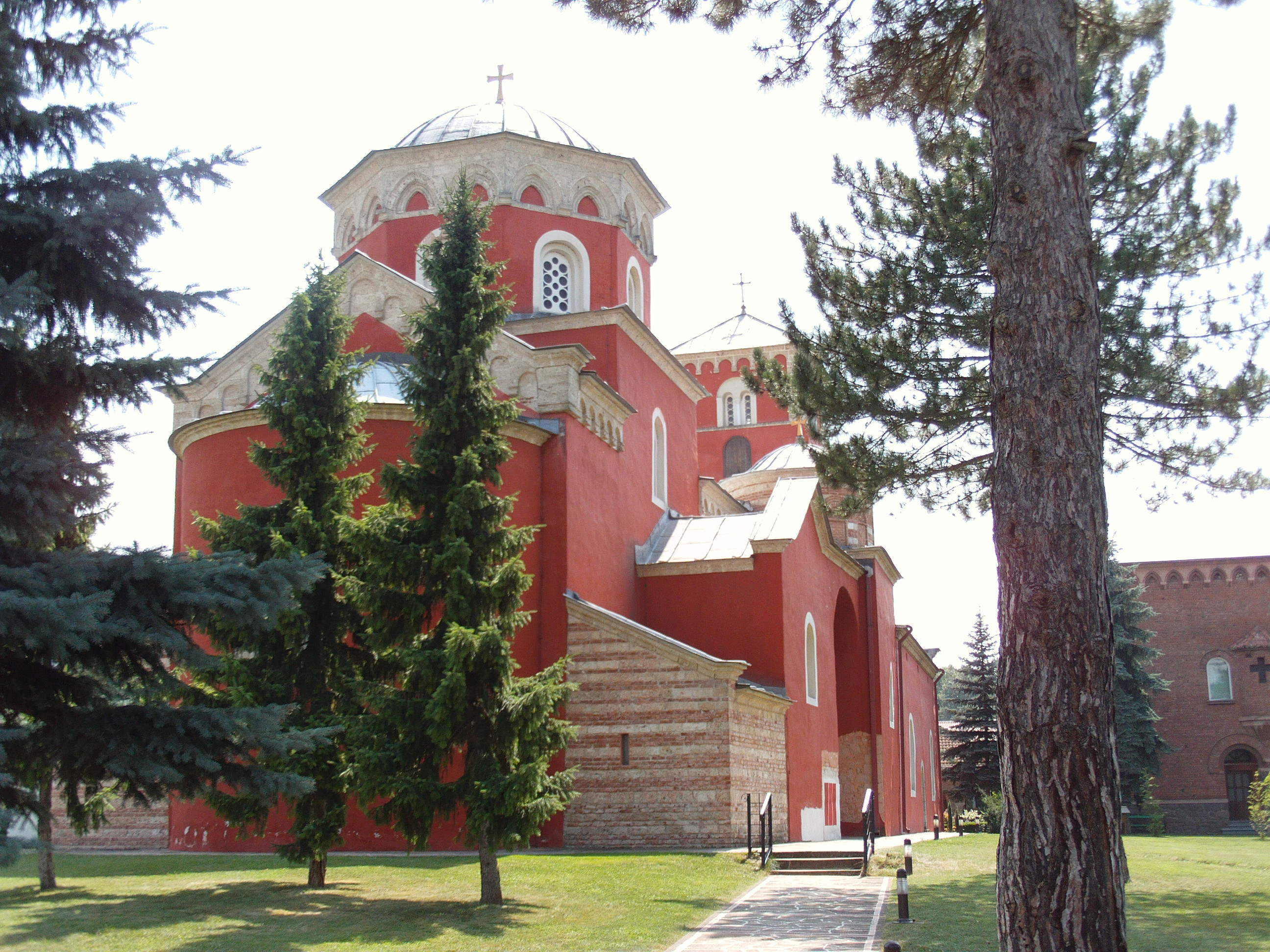
Monasterio de Žiča